# Hawaiische Sprache
Die hawaiische oder hawaiianische Sprache (Eigenbezeichnung ʻōlelo Hawaiʻi) ist die Sprache der polynesischen Ureinwohner der Hawaii-Inseln, der Kānaka Maoli. Hawaiisch und Englisch sind die Amtssprachen des US-Bundesstaats Hawaii. Hawaiisch weist mit 13 Phonemen sehr wenige bedeutungsunterscheidende Laute auf; nur wenige Sprachen haben noch weniger. Zum Vergleich: Deutsch hat etwa 40 Phoneme.
Das Hawaiische gehört zusammen mit den anderen polynesischen Sprachen, wie z. B. Samoanisch, Māori, Tahitianisch und Tonga, zur austronesischen Sprachfamilie. Es wird in die Untergruppe der marquesischen Sprachen eingeordnet.
Adelbert von Chamisso veröffentlichte in seinem Bericht Über die Hawaiische Sprache vor der Königlichen Akademie der Wissenschaften zu Berlin am 12. Januar 1837 die erste Grammatik des Hawaiischen.
Die hawaiische Sprache ist vom Aussterben bedroht. Auf den meisten der Hawaii-Inseln wurde sie vom Englischen verdrängt und wird kaum noch als Alltagssprache der Bevölkerung verwendet. Eine Ausnahme stellt die Insel Niʻihau dar, die sich in Privatbesitz befindet und deren Besuch streng reglementiert ist.

## Verdrängung und Wiederbelebung
1900 sprachen noch 37.000 Menschen Hawaiisch als Muttersprache. Diese Zahl hat sich inzwischen auf 1000 Muttersprachler reduziert; die Hälfte von ihnen ist heute über 70 Jahre alt.
Die Verdrängung der hawaiischen Sprache begann mit dem sinkenden Anteil der Hawaiier an der Gesamtbevölkerung Hawaiis im 19. Jahrhundert. 1896 erklärte ein Gesetz zudem Englisch zur Hauptsprache an allen öffentlichen und privaten Schulen (1896 Laws of the Republic of Hawaii, Act 57, sec. 30, 8. Juni 1896). Das 1957 erstmals erschienene Hawaiian-English Dictionary (Pukui/Elbert) kann als Wendepunkt betrachtet werden. In den folgenden Jahren wuchs im Rahmen der hawaiischen Renaissance das Interesse an der hawaiischen Sprache auf verschiedenen Gebieten, bis sie schließlich 1978 durch eine Ergänzung der Verfassung des US-Bundesstaates Hawaii in den Rang einer Amtssprache erhoben wurde. Mitte der 1980er Jahre wurde begonnen, ʻŌlelo Hawaiʻi an Vorschulen für Kinder zu unterrichten, deren Eltern die Sprache für die nächste Generation erhalten wollen. Im Rundfunk gibt es ein „Hawaiisches Wort des Tages“. Zwischen 2006 und 2008 gaben mehr als 24.000 US-Staatsbürger in einer Volkszählung an, Hawaiisch im Alltag zu verwenden.
Eine wichtige Rolle bei der Wiederbelebung des Hawaiischen spielt die Wiedergabe seiner Laute in der Schriftsprache. Da die unterschiedliche Aussprache hawaiischer Wörter zu verschiedenen Bedeutungen führt, ist die Schreibung mit den diakritischen Zeichen ʻOkina und Kahakō eine wesentliche Voraussetzung zur Verwendung hawaiischer Namen und Begriffe.
Auswirkungen hat die Wiederbelebung über den Bundesstaat Hawaii hinaus. So wurden im Hawaiian National Park Language Correction Act of 2000 durch den Senat der Vereinigten Staaten die Nationalparks in Hawaiʻi umbenannt, wobei die Schreibung mit ʻOkina und Kahakō zum Gegenstand eines Bundesgesetzes wurde.
Eine wichtige Rolle bei der Wiederbelebung der Sprache spielen auch der Hula und hawaiische Musiker wie zum Beispiel Gabby Pahinui und Israel Kamakawiwoʻole.

## Hawaiian Creole English
„Hawaiian Creole English“ (HCE; auch „Pidgin Hawaiian“ genannt, obwohl die Bezeichnung Pidgin von Linguisten nur für die erste Generation einer neuen Mischsprache gebraucht wird) ist eine örtlich gesprochene Mischung auf Basis des Englischen mit Lehnwörtern aus dem Hawaiischen und aus asiatischen Sprachen (vor allem Japanisch, Chinesisch und Tagalog), die entstand, als Einwanderer zur Arbeit auf den Zuckerrohr- und Ananasplantagen ins Land kamen und sich mit den einheimischen Plantagenarbeitern verständigen mussten. 1986 gab es noch 600.000 Sprecher des HCE, dessen stärkster Dialekt von Sprechern der englischen Standardsprache so gut wie nicht verstanden werden kann.

## Das hawaiische Lautsystem
Das hawaiische Lautsystem zeichnet sich durch charakteristische Lautverschiebungen gegenüber anderen polynesischen Sprachen aus. Die wichtigsten sind *[k] zu hawaiisch [ʻ] (Glottalverschlusslaut ʻOkina), *[t] zu hawaiisch [k], *[r] zu hawaiisch [l] und *[ŋ] zu hawaiisch [n]. [w] ist als solches erhalten und nicht zu [v] geworden. Die Vokale haben keine Veränderung gegenüber dem „Gemeinpolynesischen“ erfahren.

## Das hawaiische Alphabet
Das hawaiische Alphabet, pīʻāpā genannt, wurde im 19. Jahrhundert von US-amerikanischen Missionaren eingeführt. Vor seiner Einführung gab es Hawaiisch nur in gesprochener Form. 
Das hawaiische Alphabet basiert auf dem lateinischen Alphabet und besteht aus 12 Buchstaben der lateinischen Schrift und dem ʻOkina. Es ist damit eines der kürzesten Alphabete der Welt. (Das Rotokas-Alphabet hat einen Buchstaben weniger, die Pirahã-Sprache zwei.) Das Alphabet bildet die 13 Phoneme der Sprache klar ab. Die Buchstaben sind a, e, i, o, u, p, k, m, n, w, l, h. Der Buchstabe w wird manchmal auch als v geschrieben. Ein Makron (im Hawaiischen Kahakō genannt) über einem Vokal, wie bei ā, ē, ī, ō, ū, bedeutet, dass der Vokal lang gesprochen und die Silbe betont wird. Die Vokalfarbe ändert sich dabei nicht.
Für den Glottisverschlusslaut in der gesprochenen hawaiischen Sprache wurde zunächst kein Zeichen geschrieben. Daher erschien zum Beispiel die Buchstabenfolge aa im Ortsnamen Kapaa, obwohl vor dem letzten Vokal a der Glottisverschlusslaut gesprochen wird. Seit dem Erscheinen des Hawaiian-English Dictionary setzt sich zunehmend die der Aussprache entsprechende, genaue Schreibweise mit ʻOkina durch (Kapaʻa). Ohne ʻOkina können viele Wörter verwechselt werden; so heißt pua „Blume“, aber puʻa unter anderem „ausscheiden/absondern“. ʻOkina wird heute zunehmend nicht als Symbol, sondern als vollwertiger Buchstabe angesehen. Zum Beispiel wird auch das Wort Hawaii auf Hawaiisch Hawaiʻi geschrieben. Hier soll nach Überlieferung der Alten der Buchstabe k fehlen, der Ursprungsname ist als Hawaiki überliefert. Die beiden i werden also auch getrennt gesprochen. Ein anderes Beispiel ist das Wort Oʻahu (die bevölkerungsreichste Insel Hawaiʻis). Die Betonung liegt hier auf dem a, nicht auf dem u.
Die hawaiische Sprache besitzt mit nur 162 möglichen Silben den kleinsten Silbenvorrat aller Sprachen. Die Bedeutung mancher Wörter ändert sich mit der Silbenlänge: kane = Hautkrankheit, aber mit Längung der ersten Silbe kāne = Mann; mana = Macht oder Kraft, dagegen māna = gekaute Masse.

## Grammatik
Wie alle polynesischen Sprachen oder auch das Chinesische ist Hawaiisch eine isolierende Sprache. Das heißt, dass alle grammatikalischen Beziehungen durch Wortstellung und Partikeln ausgedrückt werden. Endungen gibt es nicht, und die Wörter verändern sich auch nicht anderweitig. Ausnahmen sind einige wenige Vorsilben und Nachsilben zur Wortbildung, insbesondere das Kausativ-Präfix hoʻo-, wie in hoʻonui = vergrößern, zu nui = groß und das Substantivierungs-Suffix -na, wie in ʻokina = "Trennungszeichen" (ʻOkina), zu ʻoki = abschneiden, trennen. Einige Wörter haben eigene Pluralformen, bei denen Vokale gedehnt werden, wie wāhine („Frauen“) zu wahine („Frau“). Im Allgemeinen wird der Plural aber nur durch die Artikel ausgedrückt.
Es gibt nur zwei Wortarten: Bedeutungswörter und Partikeln. Alle Bedeutungswörter können die Funktion von Substantiven, Adjektiven oder Verben haben, je nachdem, wo sie stehen und welche Partikeln ihnen vorausgehen. So steht im Satz
ʻŌlelo Hawaiʻi ʻoe? (Sprechen Sie hawaiisch?)
ʻōlelo für das Verb sprechen, markiert durch die Stellung am Satzanfang, aber in dem Satz
ʻIke ʻoe i ka ʻōlelo Hawaiʻi? (Kennen Sie die hawaiische Sprache?)
ʻōlelo für das Substantiv Sprache, markiert u. a. mit dem Artikel ka.
Ein grammatisches Geschlecht ist unbekannt. ia heißt er, sie und es.

### Wortstellung
Die normale Wortstellung im Satz ist Verb – Subjekt – Objekt. Sogenannte statische Verben entsprechen in der deutschen Sprache Adjektiven mit dem Hilfsverb "sein", z. B. Nui ka hale. - Das Haus ist groß.
Zu allen drei Teilen können Partikeln gehören, die den Satzteil bestimmen.
Zur Betonung können Satzteile wie im Deutschen vorangestellt werden. Sie werden dann regelmäßig mit dem Determinierer ʻo gekennzeichnet: ʻO au kou kaikuahine. - Ich bin deine Schwester. vs. ʻO kou kaikuahine au. - Deine Schwester bin ich.

### Verbalphrase

#### Zeit und Aktionsart
Von Verben in unserem Sinn kann man im Hawaiischen nicht reden. Stattdessen gibt es Partikeln, die ein Bedeutungswort zum Verb machen. Diese Partikeln bestimmen gleichzeitig Zeit und Aktionsaspekt:
| ua …     | perfektiv (abgeschlossene, beginnende oder einmalige Handlung)       |
| e … ana  | imperfektiv (weitergehende Handlung, wie englische continuous forms) |
| ke … nei | Präsens                                                              |
| e …      | Imperativ                                                            |
| mai …    | verneinter Imperativ                                                 |

In der gesprochenen Sprache werden die Partikeln ua und e oft weggelassen.
Für das Passiv wird die Partikel ʻia dem Verb nachgestellt.

#### Richtungspartikel und Adverbiale
Hinter dem Verb können Partikeln stehen, die eine Richtung angeben, unter anderem wie deutsch her und weg. Diese Direktionalen sind:
- aʻe = hinauf; dann; markiert Komparative
- aku = weg (vom Sprecher), z. B. Hele aku! = Geh weg!
- iho = hinunter; sich, für sich
- mai = her (zum Sprecher), z. B. Hele mai! = Komm her!

Aʻe nach Eigenschaften steigert diese: maikaʻi = gut, maikaʻi aʻe = besser, am besten.
Iho steht oft nach Verben, die Körperfunktionen ausdrücken und für unser Verständnis nicht reflexiv sind, wie essen (ʻai), trinken (inu) und denken (manaʻo).
Nach den Richtungspartikeln können noch Adverbiale stehen wie nō = sehr, lā = dort, dann; naʻe = jedoch, aber; ʻē = schon, paha = vielleicht, hoʻi = ziemlich, eigentlich, denn; oder wale = eben, halt.

#### Verneinung
Verneint wird mit aʻole = nicht. Die Partikel ua wird dabei durch aʻole i ersetzt:
 ua hele ke kanaka (der Mann ging) → aʻole i hele ke kanaka (der Mann ging nicht).
 Personalpronomen stehen zwischen aʻole und i: aʻole au i hele (ich ging nicht; au = ich).

#### Sein und Haben
Ein Wort für sein gibt es nicht. Sätze, die Identität aussagen, haben kein Verb: he pahu kēia = eine Kiste das = "das ist eine Kiste". 
In Sätzen, die eine Eigenschaft beschreiben, steht auf Deutsch sein + Adjektiv (z. B. "ist glücklich"). Im Hawaiischen wird stattdessen das Adjektiv als Verb verwendet: ua hauʻoli ʻoe = glücklich-st du = "du bist glücklich".
Ebenso fehlt ein Wort für haben. Statt "ich habe ein Auto" sagt man ein Auto (ist) mein = he kaʻa koʻu. (Zu Genitiven und Possessivpronomen siehe unten.)

### Nominalphrase

#### Artikel
Partikeln, die ein Wort als Nomen markieren, sind vor allem die Artikel:
|            | Singular                | Plural                           |
| ---------- | ----------------------- | -------------------------------- |
| bestimmt   | ka / ke (der, die, das) | nā (die)                         |
| unbestimmt | he (ein, eine)          | Kein Artikel. Wenn nötig: he mau |

ke steht vor Wörtern, die mit a, e, o oder k beginnen. Vor allen anderen Wörtern steht ka.
he mau wird nur verwendet, wenn man sonst Singular verstehen würde.

#### Grammatische Partikeln
Grammatische Beziehungen werden durch weitere Partikeln ausgedrückt:
- ʻo: markiert Subjekte. Z.B. Ua hele ʻo Pua (Pua ging).
- i oder ia (vor Pronomen und Namen): markiert Objekte. Z.B. Ua nānā ʻo Pua i ka hale (Pua sah das Haus). 
i bedeutet auch in, wenn der Ort nur ungefähr angegeben ist: Ke noho nei ʻo Pua i Hawaiʻi (Pua lebt in Hawaii).
- ma genaue Ortsangabe, in: Ke noho nei ʻo Pua ma Kahuku i Hawaiʻi (Pua lebt in Kahuku in Hawaii).
- a: Genitiv 1, für Sachen, die man erworben hat und verlieren kann (Genaue Darstellung unten).
- o: Genitiv 2, für Sachen, die man immer schon hatte (z. B. Körperteile) oder die zu einem Ort gehören.
- e: von beim Passiv: ʻAi ʻia e Pua (gegessen von Pua).
- ē: markiert Anrede (Vokativ): Aloha ʻoe, ē Pua! (Grüß dich, Pua!)
- mai: aus: mai Maui (aus Maui).
- na: für, gemacht von: Na Pua ka puke (Von Pua ist das Buch).
- no: für: No Pua ka puke (Für Pua ist das Buch).
- pe: wie: pe Pua (wie Pua).

#### Zweierlei Genitive
In allen polynesischen Sprachen gibt es einen Genitiv für "veräußerliche" Besitzverhältnisse (A-Genitiv, Genitiv 1), und einen für "unveräußerliche" Besitzverhältnisse (O-Genitiv, Genitiv 2). a und o heißen beide von. Der Unterschied ist, dass a ein Besitzverhältnis bezeichnet, das man willentlich begonnen hat und auch beenden kann (z. B. „mein Buch“), und o bedeutet, dass man etwas immer schon hatte (z. B. Körperteile), geerbt oder geschenkt bekam (z. B. ein Haus), oder dass es Orte sind (z. B. der Strand von Waikiki, ke kahakai o Waikīkī). Man sagt also ka maiʻa a Pua (Puas Banane), aber ka lima o Pua (Puas Hand).
Dies ist allerdings eine Faustregel. Ob man a oder o sagt, folgt einer eigenen Logik. Kleine, tragbare Gegenstände, wie Äpfel, Bücher oder Stifte verlangen fast immer a. Alles schwer Ersetzbare aus der traditionellen Kultur verlangt o, wie Häuser, Boote, Land, Häuptlinge, Vorfahren und Götter. Auch Sachen, die einen tragen oder umhüllen, verlangen o, wie Autos, Pferde, Stühle oder Kleider. Bisweilen sind beide möglich, aber mit verschiedener Bedeutung: ka mele a Pua = Puas Lied (das sie geschrieben hat), aber ka mele o Pua = das Pua-Lied (das Lied über / für Pua).
Dementsprechend gibt es auch zweierlei Possessivpronomen. Dein heißt kāu oder kou, je nach A- oder O-Genitiv.

#### Ortsangaben
Als "Präpositionen" zur Ortsangabe lassen sich höchstens die Partikeln i (ungefähr in), ma (genau in) und mai (aus) bezeichnen. Genauere Ortsangaben drückt man mit einem O-Genitiv aus: i loko o ka hale = "im Inneren des Hauses". Loko ("Inneres") funktioniert dabei als Substantiv. Wörter zur Ortsangabe sind:
- loko = Inneres, drinnen, in
- waho = Äußeres, draußen, aus
- luna = Oberseite, oben, auf
- lalo = Unterseite, unten, unter
- waena = Mitte, dazwischen, zwischen
- mua = Vorderseite, vorn, vor; erstes
- hope = Hinterseite, hinten, hinter; letztes
- kai = Meer, seewärts
- uka = Landesinneres, landwärts.

Statt i wird auch ma verwendet, das man dann mit den Ortsangaben zusammenschreibt: maloko usw.

### Pronomen

#### Personalpronomen
Bei den Pronomen kennt Hawaiisch einen Dual (eine Zweizahl) und ein inklusives und exklusives Wir:
| Person             | Singular            | Dual                            | Plural                     |
| ------------------ | ------------------- | ------------------------------- | -------------------------- |
| 1. Person inklusiv | -                   | kāua (wir beide, du und ich)    | kākou (wir, und du auch)   |
| 1. Person exklusiv | au (ich) aʻu (mich) | māua (wir beide, aber du nicht) | mākou (wir, aber du nicht) |
| 2. Person          | ʻoe (du)            | ʻolua (ihr beide)               | ʻoukou (ihr)               |
| 3. Person          | ia (er, sie, es)    | lāua (sie beide)                | lākou (sie)                |

Wegen des Duals und der beiden Sorten von wir gibt es vier mögliche Übersetzungen für den Satz Wir gehen nach Honolulu:
- Ua hele kāua i Honolulu – Wir beide (du und ich) gehen nach Honolulu.
- Ua hele māua i Honolulu – Wir beide gehen nach Honolulu (aber du nicht).
- Ua hele kākou i Honolulu – Wir gehen nach Honolulu (und du auch).
- Ua hele mākou i Honolulu – Wir gehen nach Honolulu (aber du nicht).

#### Possessivpronomen
Wie unter „Zweierlei Genitive“ dargestellt, gibt es wegen der zwei Arten von Besitzverhältnissen im Hawaiischen auch zwei Sets von besitzanzeigenden Fürwörtern:
| Person             | Genitivart | Singular         | Dual                                   | Plural                           |
| ------------------ | ---------- | ---------------- | -------------------------------------- | -------------------------------- |
| 1. Person inklusiv | a          | -                | kākāua (unser beider, mein und dein)   | kākākou (unser, auch dein)       |
| 1. Person inklusiv | o          | -                | kōkāua (unser beider, mein und dein)   | kōkākou (unser, auch dein)       |
| 1. Person exklusiv | a          | kaʻu (mein)      | kāmāua (unser beider, aber nicht dein) | kāmākou (unser, aber nicht dein) |
| 1. Person exklusiv | o          | koʻu (mein)      | kōmāua (unser beider, aber nicht dein) | kōmākou (unser, aber nicht dein) |
| 2. Person          | a          | kāu (dein)       | kāʻolua (euer beider)                  | kāʻoukou (euer)                  |
| 2. Person          | o          | kou (dein)       | kōʻolua (euer beider)                  | kōʻoukou (euer)                  |
| 3. Person          | a          | kāna (sein, ihr) | kālāua (ihr beider)                    | kālākou (ihr)                    |
| 3. Person          | o          | kona (sein ihr)  | kōlāua (ihr beider)                    | kōlākou (ihr)                    |

Die beiden Sets unterscheiden sich nur durch das a bzw. o in der ersten Silbe. Den Regeln für a- und o-Genitive entsprechend sagt man kāu maiʻa, kāu puke für deine Banane, dein Buch, aber kou lima, kou waʻa für deine Hand, dein Boot.
Außerdem gibt es die beiden „neutralen“ Formen kuʻu und ko für mein und dein. Kuʻu wird besonders für etwas verwendet, das man gernhat, z. B. kuʻu ipo „mein Schatz“.
Nach Zahlen, ʻehia (wie viel) und ʻaʻohe (kein) entfällt das Anfangs-k der Possessivpronomen: ʻEhia āu puke? (statt kāu puke): „Wie viele sind deine Bücher?“ = Wie viele Bücher hast du? – ʻEkolu aʻu puke (statt kaʻu puke): „Drei sind meine Bücher“ = Ich habe drei Bücher. Das Anfangs-k ist eigentlich der Artikel ka / ke, der mit a bzw. o und den Pronomen verschmolzen ist.
Wenn eine Mehrzahl ausgedrückt werden muss, kann man diese wie bei he mit mau bilden: kaʻu mau puke = meine Bücher.

#### Demonstrativpronomen
Wie Spanisch hat das Hawaiische einen dreifachen Satz von hinweisenden Fürwörtern:
|                                                 | Kurz (in der Nähe des Sprechers)      | Mittel (in der Nähe des Zuhörers) | Lang (von beiden entfernt)   |
| ----------------------------------------------- | ------------------------------------- | --------------------------------- | ---------------------------- |
| mit K (adjektivisch oder schon erwähnt)         | kēia dieses (hier bei mir)            | kēnā dieses (da bei dir)          | kēlā jenes (dort drüben)     |
| ohne K (substantivisch oder noch nicht erwähnt) | ia, nei dieses (hier bei mir)         | nā dieses (da bei dir)            | lā jenes (dort drüben)       |
| "wie"-Formen mit P (vgl. pe = wie)              | pēia, penei wie dieses (hier bei mir) | pēnā wie dieses (da bei dir)      | pēlā wie jenes (dort drüben) |

Der Unterschied zwischen den Formen mit K und ohne K ist in etwa der, dass man bei den Formen mit K darauf zeigen könnte und bei den ohne K nicht. Hinter K verbirgt sich wieder der Artikel ka / ke. Ia ist, wie oben beschrieben, auch das Wort für er, sie, es:
- Maikaʻi ʻoia = Ihr geht es gut. (ʻoia = ʻo für den Nominativ + ia, vgl. englisch She is well.)
- Maikaʻi kēia = Der geht es gut.

Die genauen Verwendungsregeln sind recht kompliziert. Wie bei den Possessivpronomen lässt sich bei Verwechslungsgefahr mit mau ein Plural bilden: kēia mau iʻa = diese Fische.
Weitere Demonstrativpronomen sind:
- nei: drückt etwas aus, das einem sympathisch ist, z. B. Hawaiʻi nei = unser (liebes) Hawaii. Eigentlich identisch mit dem Aspektmarker in ke … nei für andauernde Handlungen.
- ala, lā: Ähnlich wie nei. An Verben angehängt heißt es "dann": ʻAi iho-la ʻoia = dann aß er es. (iho heißt sich oder für sich. Auf Hawaiisch isst man sich etwas. Siehe Richtungspartikel.)
- ua markiert etwas, das schon erwähnt wurde: ua kanaka nei = dieser Mann (über den wir schon gesprochen haben).

#### Interrogativpronomen
Die Fragepronomen sind wai = wer? und aha = was?. Fälle werden wie immer durch die Partikel angezeigt. Daher heißt wer? als Substantiv ʻo wai?, wessen? heißt a wai? oder o wai? (je nach dem), und wen? heißt iā wai?. Wie viel? heißt ʻehia?.
Die anderen Fragewörter werden mit hea (welches?, warum?) gebildet:
- warum? = hea?
- welches? = ka mea hea? (ka mea = die Sache)
- wie? = pehea? (pe = wie)
- wo? = i hea?, ai hea? (i = in, siehe oben)
- wann in der Vergangenheit? = ināhea? (inā = wenn)
- wann in der Zukunft? = āhea? (ā = dann, wenn; bis)

## Gebräuchliche Begriffe, Redewendungen und Ausdrücke
| Hawaiisch                              | Deutsch |
| -------------------------------------- | --- |
| ʻae                                    | Ja |
| ʻāina                                  | Land |
| ala                                    | Straße, Weg |
| aloha                                  | Hallo!, Willkommen!, Tschüss!, Auf Wiedersehen!, Mach's gut! |
| ānuenue                                | Regenbogen |
| ʻaʻole                                 | Nein |
| aʻu                                    | Schwertfisch, Marlin |
| haku                                   | zusammenfügen, weben, anordnen, Herstellung eines Lei, Kopfkranz |
| hale                                   | Haus, Gebäude, Saal |
| Hana-                                  | Bucht, Tal (NUR in Verbindung mit Ortsnamen) |
| haole                                  | weißer Mensch, Amerikaner, Engländer, Europäer; Amerikaner, Engländer; ausländisch, von außerhalb, ausländischer Herkunft                                                                     |
| haupia                                 | Puddingsorte (früher aus der Pfeilwurz und Kokosnusscreme gemacht, heute verwendet man eher Maisstärke)                                                                                       |
| heiau                                  | Tempelanlage, religiöse Stätte |
| hele mai                               | Aufforderung: Komm her! |
| holoholo                               | gehen |
| hukilau                                | Fischernetz, mit einem Netz fischen |
| hula                                   | Sammelbegriff aller hawaiischen Tänze, von Gesang begleitet |
| imu                                    | Erdofen, in dem Spanferkel und andere Gerichte für Festlichkeiten zubereitet werden |
| ipo                                    | Liebling |
| kahiko                                 | alt, traditionell |
| kai                                    | Meer, Meerwasser, Salzwasser |
| kalo                                   | Taro |
| kamaʻāina                              | auf Hawaiʻi geborener oder seit langer Zeit hier lebender Mensch |
| kanaka                                 | Mensch, Angehöriger der einfachen Klasse |
| kane                                   | Hautkrankheit |
| kāne                                   | männlich, Mann (auch der Gott „Kāne“) |
| kapa                                   | Bekleidungsstück, das aus der Rinde des Wauke-Baumes hergestellt wird |
| kapu                                   | Tabu, Verbot |
| keiki                                  | Kind, Nachkomme |
| koholā                                 | Buckelwal |
| kōkua                                  | Hilfe |
| kona                                   | der Windrichtung abgewandte Küstenseite |
| koʻolau                                | der Windrichtung zugewandte Küstenseite |
| kumu                                   | Lehrer |
| laulau                                 | gedünstete und gefüllte Ti- oder Bananen-Blätterpäckchen gefüllt mit Schweinefleisch, Rind, gesalzenem Fisch oder Spitzen der Wasserbrotwurzel. Gebacken im Erdofen, gebraten oder gedünstet. |
| lānai                                  | Veranda, Balkon |
| Lānaʻi                                 | Insel vor Maui |
| lei                                    | Kranz aus Blumen, Blättern, Federn, Muscheln, Knochen, Zähnen … |
| lilikoʻi                               | Passionsfrucht |
| limu                                   | Algen |
| lomilomi salmon                        | gehackter Lachs mit Zwiebeln und Tomaten |
| lua                                    | Bad, Toilette |
| lūʻau                                  | hawaiisches Festessen |
| mahimahi                               | Goldmakrele |
| makai                                  | seewärts, zum Meer hin, als Wegbezeichnung gebraucht |
| makakai                                | Gischt des Meeres, mit Meereswasser bespritzt |
| makani                                 | Wind, Brise |
| malihini                               | Neuankömmling, Besucher |
| manō                                   | Hai |
| manu                                   | Vogel |
| mauna                                  | Berg, gebirgig |
| mele                                   | Lied, Gedicht |
| moana                                  | Ozean |
| nēnē                                   | hawaiische Gans |
| nui                                    | viel, lang, bedeutend |
| ʻono                                   | köstlich, geschmackvoll, schmackhaft |
| ʻōpakapaka                             | Blaubarsch, Blaufisch, Blue Snapper |
| pāhoehoe                               | glatte, dickflüssige Lava |
| pahu                                   | Trommel, Schachtel, Behälter |
| pali                                   | Klippe |
| paniolo                                | Cowboy |
| pōhaku                                 | Fels, Stein |
| poi                                    | 1. zerstampfte Tarowurzel |
| pua                                    | Blume |
| pūʻili                                 | Bambusrassel |
| pūpū                                   | Vorspeise |
| ua                                     | Regen |
| uku                                    | Kaiserfisch |
| ʻukulele                               | viersaitiges hawaiisches Zupfinstrument, wörtlich: hüpfender Floh |
| ulua                                   | Gaffelmakrele |
| wahine                                 | Frau, weiblich |
| wikiwiki                               | schnell, eifrig |
| Redewendungen und Ausdrücke            | |
| Pehea ʻoe?                             | Wie geht's? |
| Maikaʻi                                | Mir geht's gut. |
| Mahalo                                 | Danke |
| Mahalo nui loa                         | Sehr vielen Dank |
| A hui hou (aku)                        | Auf Wiedersehen |
| hauʻoli lā hānau!                      | Alles Gute zum Geburtstag |
| Hauʻoli male ʻana eia hoʻi ola loa!    | Glückliche Hochzeit und ein langes Leben |
| Mele kalikimaka!                       | Frohe Weihnachten |
| Hauʻoli makahiki hou; hapenūia         | Frohes neues Jahr |
| E pili mau nā pōmaikaʻi me ʻoe!        | Alles Gute! |
| Ka Huakaʻi Maikaʻi!                    | Gute Reise! |
| E ola!                                 | Gute Besserung! |
| Pōmaikaʻi!                             | Viel Glück! |
| Hauʻoli Lā i ala hou ai ka Haku!       | Frohe Ostern! (evangelisch) |
| Hauʻoli Pakoa!                         | Frohe Ostern! (katholisch) |
| Hauʻoli Lā Makuahine!; …Lā Makuakāne!  | Alles Liebe zum Muttertag!; … Vatertag! |
| Haʻo iā ʻoe.                           | Vermisse Dich! |
| E komo mai!                            | Willkommen! |
| No koʻu aloha iā ʻoe wale nō!          | Nur weil ich Dich liebe! |
| Aloha au ia ʻoe!                       | Ich liebe Dich! |
| Ma ka hiki ʻana mai o kau keiki kāne!  | Alles Liebe zur Geburt eures Sohnes! |
| Ma ka hiki ʻana mai o kau kaikamahine. | Alles Liebe zur Geburt eurer Tochter! |
| Ua mau ke ea o ka ʻaina i ka pono      | Das Leben des Landes bleibt in Rechtschaffenheit erhalten. (Das Motto von Hawaiʻi) |